# Minnesota Lake (Minnesota)
Minnesota Lake es una ciudad ubicada en el condado de Faribault en el estado estadounidense de Minnesota. En el Censo de 2010 tenía una población de 687 habitantes y una densidad poblacional de 122,29 personas por km².

## Geografía
Minnesota Lake se encuentra ubicada en las coordenadas 43°50′34″N 93°49′41″O / 43.84278, -93.82806. Según la Oficina del Censo de los Estados Unidos, Minnesota Lake tiene una superficie total de 5.62 km², de la cual 4.3 km² corresponden a tierra firme y (23.42%) 1.32 km² es agua.

## Demografía
Según el censo de 2010, había 687 personas residiendo en Minnesota Lake. La densidad de población era de 122,29 hab./km². De los 687 habitantes, Minnesota Lake estaba compuesto por el 98.84% blancos, el 0.44% eran afroamericanos, el 0% eran amerindios, el 0% eran asiáticos, el 0% eran isleños del Pacífico, el 0.58% eran de otras razas y el 0.15% pertenecían a dos o más razas. Del total de la población el 2.91% eran hispanos o latinos de cualquier raza.